# والتر سيرينا
والتر سيرينا (بالإيطالية: Walter Serena)‏ (و. 1928 – 2011 م) هو دراج من إيطاليا، ومملكة إيطاليا، ولد في San Zeno Naviglio ‏، توفي في بريشا، عن عمر يناهز 83 عاماً.

## سجل الفوز

### سباقات أو مراحل فاز بها
| التاريخ        | السباق               | المركز                  |
| -------------- | -------------------- | ----------------------- |
| 14 أغسطس 1954  | طواف سويسرا 1954     | العاشر في التصنيف العام |
| 12 سبتمبر 1954 | فولتا كاتالونيا 1954 | الفائز في التصنيف العام |
| 31 أكتوبر 1954 | طواف لومبارديا 1954  | الثامن في التصنيف العام |
| 15 يونيو 1955  | 1955 Giro del Veneto | المركز الثالث           |
| 23 أكتوبر 1955 | طواف لومبارديا 1955  | التاسع في التصنيف العام |
| 15 أبريل 1956  | جيرو دي سيسيليا 1956 | المركز الثالث           |